# Klaus-Peter Bruchmann
Klaus-Peter Bruchmann (* 16. Oktober 1932 in Borgsdorf; † 21. August 2017 ebenda) war ein deutscher Komponist, der besonders mit Werken der symphonischen Blasmusik hervorgetreten ist.

## Leben
Klaus-Peter Bruchmann wurde in Borgsdorf bei Berlin geboren und kam bereits in seiner Jugend in enge Berührung mit der Musik. Nach dem Studium am ehemals Stern’schen Konservatorium in Berlin arbeitete er für den Rundfunk, überwiegend im Bereich der orchestralen bzw. sinfonischen Unterhaltung. Ganz allgemein gilt für das Schaffen Bruchmanns, dass es ihm überzeugend gelungen ist, die Grauzone zwischen Unterhaltung und ernster Musik mit Leben zu erfüllen. Der seit einem Schlaganfall in den späten 1990er Jahren kompositorisch nicht mehr aktive Bruchmann war zudem als Initiator des „Borgsdorfer Kreises“ hervorgetreten, einer Vereinigung deutscher Komponisten, die überwiegend symphonische und konzertante Werke u. a. für Blasorchester geschaffen haben. Weitere Mitglieder des „Borgsdorfer Kreises“ waren unter anderem Hans Hütten und Wolfgang Schumann.

## Werke (Auswahl)
- Askania
- Arioso
- Belvedere
- Cinq pour Cinq
- Concertino Per Timpani
- Crescendo
- Drei leichte Präludien
- Facetten
- Fanfara e Danza
- L’Avenue
- Mini-Blech-Konzert
- 7 Tage (Seven Days)
- Tanzende Fontainen
- Värmeland
- HYMNUS Auf den Frieden der Welt
- Moment Musical
- Spots
- Piratentanz
- Tango

## Filmografie
- 1978: Zwerg Nase (Fernsehfilm)
- 1981: Das tapfere Schneiderlein (Fernsehfilm)